# Pietro Maria Pieri
Pietro Maria Pieri OSM (ur. 29 września 1676 w Piancastagnaio, zm. 27 stycznia 1743 w Rzymie) – włoski kardynał.

## Życiorys
Urodził się 29 września 1676 roku jako syn Francesca Pieriego i Elizabetty Maggiolini. W młodości wstąpił do zakonu serwitów, a po przyjęciu święceń kapłańskich został defenitorem generalnym. W 1725 roku został generałem zgromadzenia. W czasie gdy sprawował tę funkcję miała miejsce kanonizacja serwitów Peregryna Laziosiego i Juliany Falconieri, choć ta ostatnia została odroczona na 1737 roku. 24 marca 1734 roku Pieri został kreowany kardynałem prezbiterem i otrzymał kościół tytularny San Giovanni a Porta Latina. Zmarł 27 stycznia 1743 roku.